# Aphis pulchella
Aphis pulchella är en insektsart som beskrevs av Hottes och Theodore Henry Frison 1931. Aphis pulchella ingår i släktet Aphis och familjen långrörsbladlöss. Inga underarter finns listade i Catalogue of Life.